# Vittore Grubicy de Dragon
Vittore Grubicy de Dragon, né le 15 octobre 1851 à Milan et mort le 4 août 1920 dans la même ville, est un peintre, critique d'art et galeriste Italien qui contribue à introduire dans la peinture italienne les théories optiques du divisionnisme, Pendant longtemps, il peint à Lierna sur le lac de Côme.
Ses écrits et ses peintures influencent une génération de peintres italiens de la fin du XIXe siècle. En outre, la galerie Grubicy devient l'une des premières entreprises artistiques à être gérée selon le concept de l'exposition d'artistes vivants représentés en tant que clients de la galerie.

## Biographie
Vittore Grubicy de Dragon grandit dans une famille aisée de Milan. Ses deux parents sont de grands amateurs d'art, et dès son plus jeune âge, il est introduit dans les cercles artistiques de Milan et d'autres villes européennes.
Après la mort de son père en 1870, Vittore Grubicy de Dragon s'associe à un groupe bohème d'artistes, de poètes et d'écrivains milanais connu sous le nom de Scapigliatura, qui cherche à estomper les différences entre l'art et la vie. Il est tellement séduit par ce nouveau style de vie qu'il convainc son frère Alberto de se joindre à lui pour acheter une galerie d'art, qui sera connue sous le nom de Galleria Fratelli Grubicy. Son frère s'occupe des aspects financiers de la galerie tandis que Vittore voyage à travers l'Europe à la recherche des dernières tendances artistiques. Leur galerie se spécialise d'abord dans les artistes de la Scapigliatura tels que Tranquillo Cremona et Daniele Ranzoni, mais quelques années plus tard, elle commence à présenter de nouveaux artistes italiens tels que Giovanni Segantini, Emilio Longoni et Angelo Morbelli.
Entre 1882 et 1885, Grubicy passe la plupart de son temps aux Pays-Bas, où il se lie d'amitié avec des artistes de l'école de la Haye, en particulier Anton Mauve. Anton Mauve influence fortement Vittore Grubicy en tant qu'artiste et dans son approche critique de l'art. À son retour en Italie, Vittore Grubicy encourage les artistes qu'il représente à imiter les styles de Mauve et du beau-cousin de Mauve, Vincent van Gogh. Le peintre Emilio Longoni écrit : « Vittore Grubicy a fait venir le divisionnisme de l'étranger. Il demande à Segantini, Morbelli et moi de le faire nous-mêmes ». La passion de Vittore Grubicy pour le divisionnisme est si forte qu'il convainc Segantini de retravailler un tableau déjà terminée, Ave Maria by the Lake, dans une technique divisionniste.
En 1886, Vittore Grubicy devient critique d'art pour le journal La Riforma, où, pendant les quatre années suivantes, il utilise sa position pour promouvoir ses opinions artistiques. Dans cette publication et dans Cronaca d'Arte, la plus importante revue d'art italienne de l'époque, Vittore Grubicy écrit abondamment sur « la perception de la lumière comme l'outil le plus à même de traduire sur la toile les émotions subjectives... ».
En 1889, Vittore Grubicy quitte la galerie en raison de conflits avec son frère et commence à consacrer la majeure partie de son temps à sa propre peinture et à écrire sur d'autres artistes. Il continue à agir en tant que découvreur de talents indépendant et, en 1891, il participe à l'organisation de la première grande exposition de peinture divisionniste italienne à la Brera Tiennale de Milan. Les critiques d'art conservateurs écrivent des critiques cinglantes sur de nombreuses œuvres, mais Vittore Grubicy rédige des critiques très positives dans plusieurs journaux. L'un des tableaux les plus importants de cette exposition est la Maternité de Gaetano Previati. En écrivant sur cette œuvre, Vittore Grubicy introduit le concept de symbolisme dans la peinture italienne lorsqu'il salue cette pièce comme incarnant une nouvelle esthétique qu'il appelle « mystico-idéiste ».
Vittore Grubicy influence également ses collègues artistes par ses compositions de plusieurs tableaux disposés en triptyques et polyptyques. Au début des années 1890, il commence à planifier un polyptyque de seize panneaux sous le titre Hiver à Miazzina. L'œuvre prend la forme d'une séquence interchangeable de tableaux qui reflètent ses expériences émotionnelles au cours des longs hivers à Miazzina, sur les rives du lac Majeur. Chaque toile est soumise à des révisions continues par Grubicy pendant de nombreuses années, en fonction de son humeur et de ses intérêts. Enfin, en 1911, le polyptyque prend sa forme définitive dans un arrangement de seulement huit tableaux qu'il nomme Hiver à la montagne. Malgré tout le travail qu'il accomplit pour le créer, il ne l'exposera pas de son vivant. L'ensemble est présenté pour la première fois à la Biennale de Rome en 1921, l'année suivant sa mort. Par la suite, l'assemblage ne reste pas en tant que polyptyque, et les tableaux individuels sont vendus à différents collectionneurs et musées. Vittore Grubicy prend une photographie du polyptyque tel qu'il veut qu'il soit vu et, à partir de cette image, l'œuvre a été réassemblée pour plusieurs expositions depuis sa mort, dont la dernière au Kunsthaus Zürich en 2009.
Sa santé se détériore après 1910 et, au cours de la dernière décennie de sa vie, il doit abandonner complètement la peinture. Pendant cette période, il reste un promoteur actif des nouveaux artistes, notamment Carlo Carrà, Pietro Angelini et Arturo Tosi.
Vittore Grubicy meurt en 1920 à son domicile de Milan.

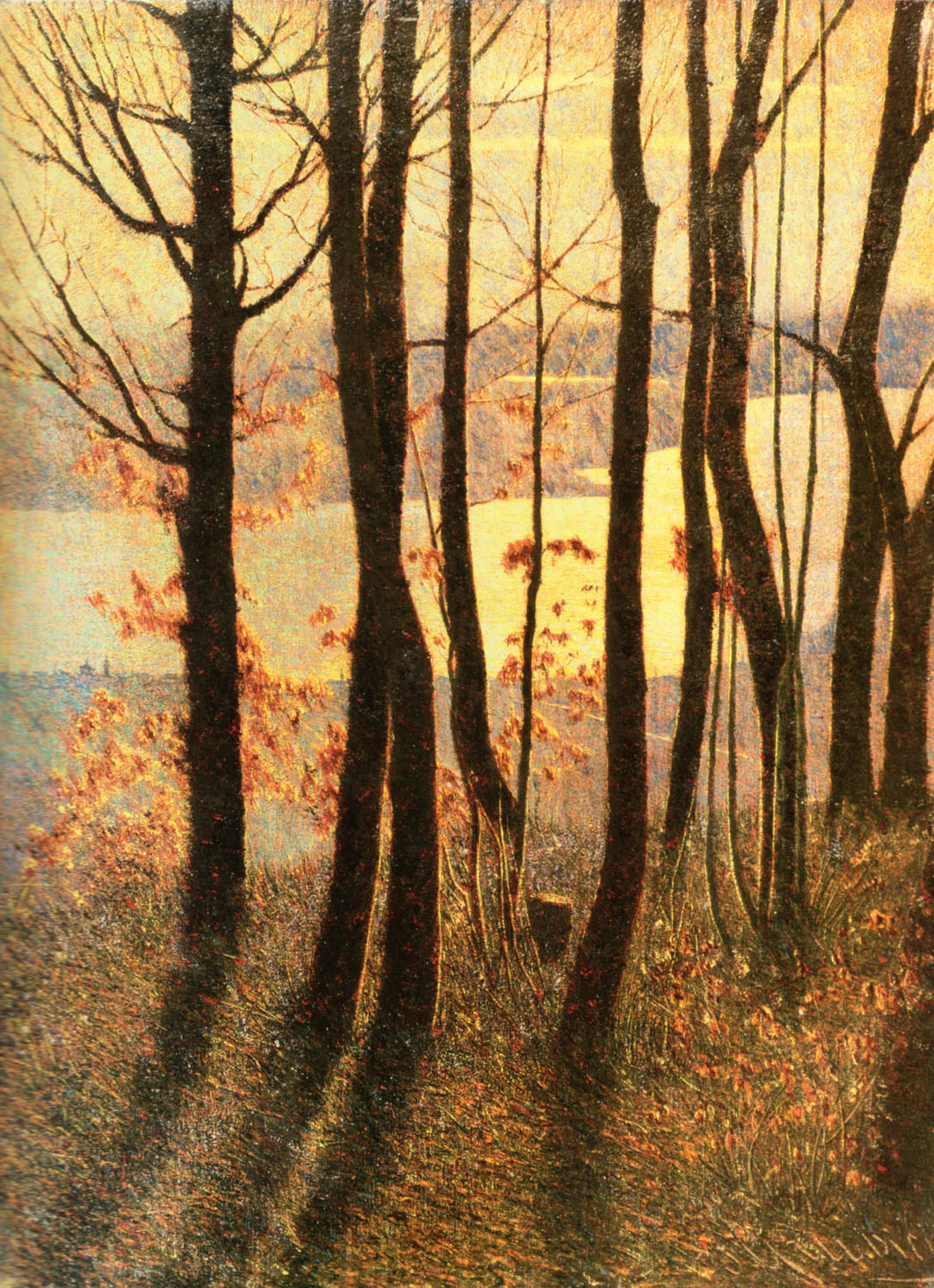
Matin (Mattino), 1898. Galerie d'art moderne, Milan
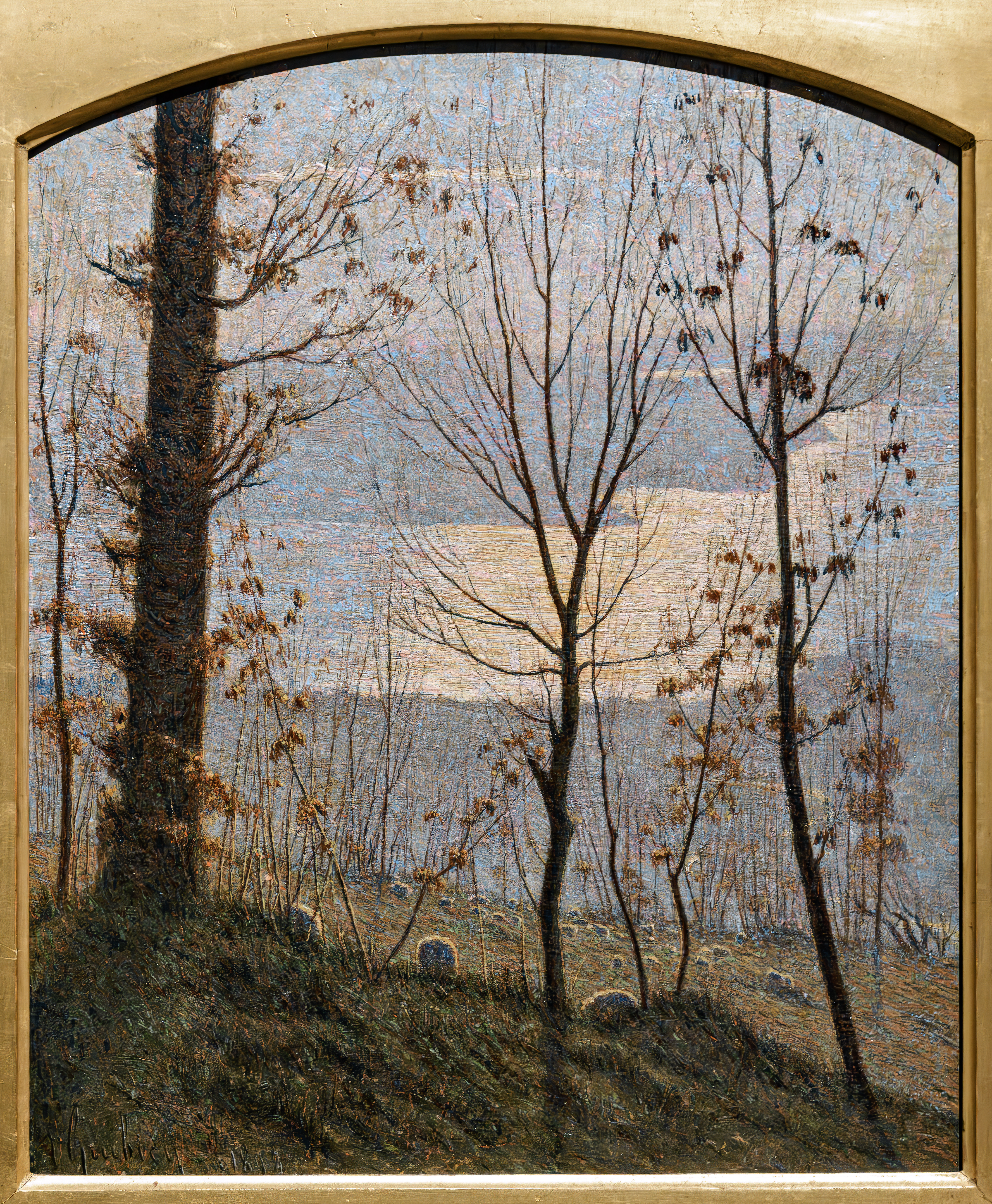
Hivers, (1898) Museo d'arte moderna, Venise
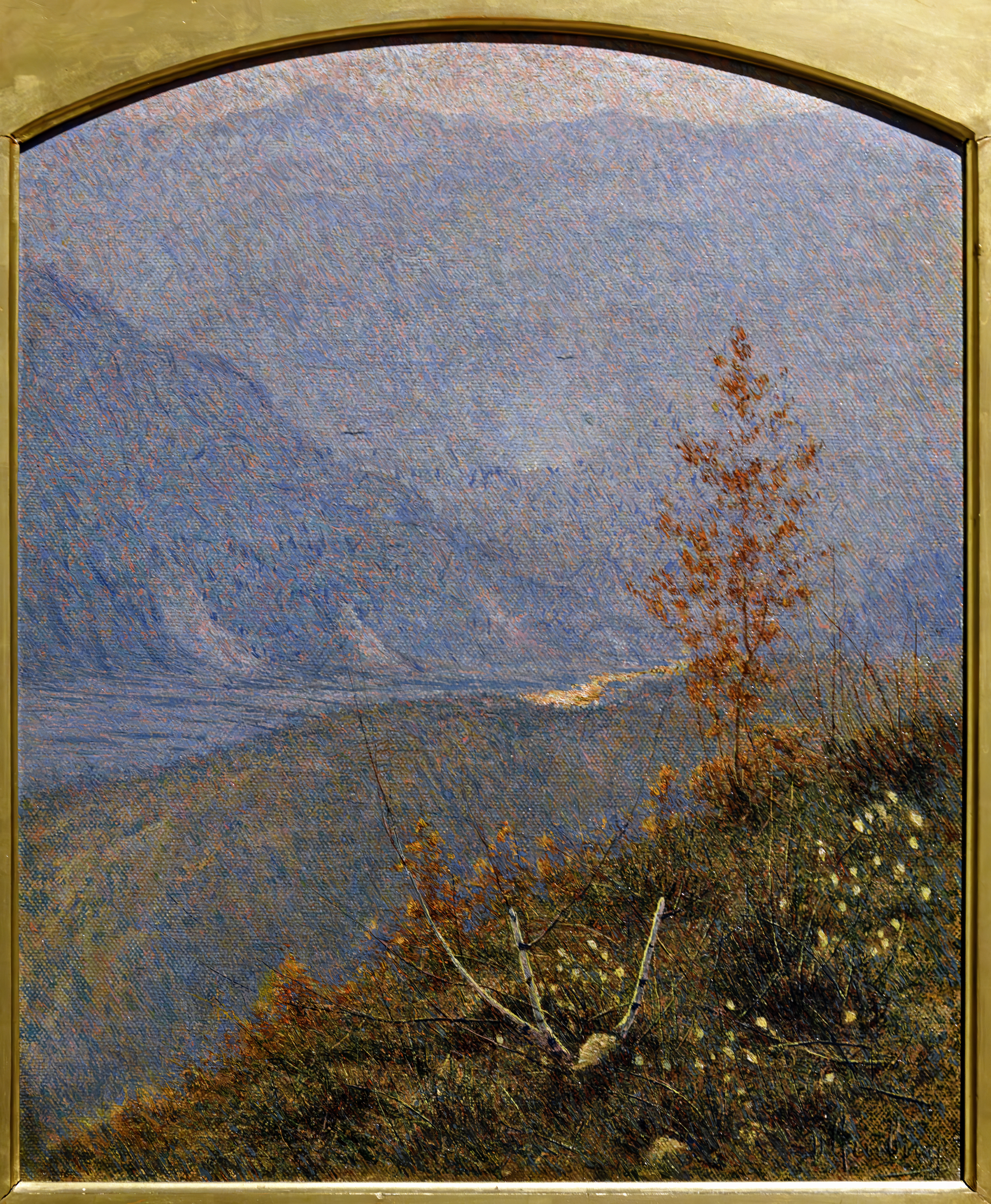
Automne, (1914) Museo d'arte moderna, Venise